# Jerzy Bielecki (Autor)
Jerzy Bielecki (* 21. März 1921 in Słaboszów; † 20. Oktober 2011 in Nowy Targ) war ein polnischer Auschwitzüberlebender, Lehrer und sehr spät in seinem Leben auch Autor. Bekannt wurde seine Lebensgeschichte ab 2011 durch die dramatische Verfilmung von Pamela Katz und Anna Justice unter dem Titel Die verlorene Zeit (USA: Remembrance).

## Leben
Bielecki absolvierte seine Schulzeit in Krakau. Nach der Deutschen Besetzung Polens versuchte Bielecki, gemeinsam mit fünf Kameraden nach Ungarn zu fliehen, um von dort zur polnischen Exil-Armee nach Frankreich zu gelangen.
Bielecki wurde 1940 beim Versuch, nach Ungarn zu fliehen, von der Gestapo verhaftet und am 14. Juni 1940 ins Konzentrationslager Auschwitz deportiert. Dort gehörte er zu den ersten Häftlingen und erhielt die Häftlingsnummer 243 eintätowiert. Im Juli 1944 gelang ihm die Flucht aus dem Lager in einer SS-Uniform und mit einem Passierschein, zusammen mit einer jüdischen Freundin, Cyla Cybulska, die er im Lager kennengelernt hatte. Sie wurden im Krieg getrennt. 39 Jahre später, im Jahre 1983, kam es zu einem  Wiedersehen, als Cyla Cybulska Bielecki mehrfach in Polen besuchte und sie gemeinsam unter anderem auch das Konzentrationslager Auschwitz besuchten.
Nach Kriegsende wurde er Lehrer im polnischen Nowy Targ, wo er bis zu seinem Tod lebte. Sein Buch „Wer ein Leben rettet …“ fand viel Anerkennung und Beachtung. 1985 wurde Bielecki von Yad Vashem als Gerechter unter den Völkern ausgezeichnet.

## Werke
- Jerzy Bielecki: Wer ein Leben rettet…: Die Geschichte einer Liebe in Auschwitz. wjs, Berlin 2009, ISBN 978-3-937989-44-0.